# زویدلد
زویدلد (به هلندی: Zuidveld) یک منطقهٔ مسکونی در هلند است که در میدن-درنته واقع شده‌است. زویدلد ۸۰ نفر جمعیت دارد.